# 7-я бронетанковая бригада (Великобритания)
7-я бронетанковая бригада (англ. 7th Armoured Brigade) — тактическое соединение Британской армии. Бригада также известна как «Пустынные крысы» — это прозвище ранее принадлежало 7-й бронетанковой дивизии, частью которой бригада была во время Второй мировой войны до конца 1941 года.

## История
Бригада была сформирована из гарнизонных войск, размещенных в Северной Африке в 1938 году. Первоначально она была известна как лёгкая бронетанковая бригада (Light Armoured Brigade), входившая в состав Мобильной дивизии в Египте.
Когда Мобильная дивизия стала 7-й бронетанковой дивизией, лёгкая бронетанковая бригада стала 7-й бронетанковой бригадой в феврале 1940 года. Эмблемой 7-й бронетанковой дивизии стал красный джербоа (ночной грызун, обитающий в Северной Африке), и дивизия стала известна как «Пустынные крысы». 7-я бронетанковая бригада, в свою очередь, имела эмблему в виде зелёного джербоа. 7-я бригада стала известна как «Зелёные крысы» или «Крысы джунглей» после передислокации в Бирму в 1942 году.
- 09/1939 — Регулярная бронетанковая бригада в Египте с названием «Лёгкая бронетанковая бригада (Египет)» (Light Armored Brigade (Egypt)).
- 02/16/1940 — Переименована в 7-ю лёгкую бронетанковую бригаду (7th Light Armored Brigade).
- 04/14/1940 — Переименована в 7-ю бронетанковую бригаду.
- 03/01/1942 — Переформирована в бронетанковую бригадную группу (armored brigade group).
- 06/04/1943 — Возвращена в статус бронетанковой бригады.
- 05/01/1945 — Переформирована в бронетанковую бригаду типа «Б».[3]

С 1947 года по 2015 год бригада дислоцировалась в Германии.
5 марта 2013 года министр обороны Великобритании Филип Хаммонд объявил, что в течение следующего десятилетия из 7-й бронетанковой бригады будут выведены танки Challenger 2 и батальоны тяжёлой бронетехники. Хотя сама бригада была переименована в пехотную, она сохранила свой знаменитый знак отличия «Пустынные крысы». Она является частью адаптируемых сил в рамках программы Армия 2020. Это решение было встречено с сожалением бывшим командиром 7-й бронетанковой бригады Патриком Кордингли, который сказал, что «изменения всё ещё будут вызывать недовольство ветеранов и широкой общественности». 14 ноября 2014 года бригада официально вышла из роли бронетанковой бригады в роль пехотной бригады, став 7-й пехотной бригадой.

## Состав

### 1941—1945 гг.
- 7-й гусарский полк (7th Hussars) 9/3/39-4/10/40, 7/7/41-12/15/43, 7/8/45-8/31/45
- 8-й гусарский полк (8th Hussars) 9/3/39-1/19/41, 3/7/41-4/16/41
- 11-й гусарский полк (11th Hussars) 9/3/39-4/14/40
- 1-й королевский танковый полк (1st Royal Tanks) 4/10/40-4/3/41,
- 3-й гусарский полк (3rd Hussars) 10/13/40-1/22/41
- 2-й королевский танковый полк (2nd Royal Tanks) 4/16/41-7/10/41, 9/6/41-8/31/45
- 4-й королевский танковый полк (4th Royal Tanks) 4/16/41-5/8/41
- 6-й королевский танковый полк (6th Royal Tanks) 6/8/41-1/24/42, 12/30/42-6/8/44, 6/24/44-8/20/44, 9/16/44-8/31-45
- 8-й королевский танковый полк (8th Royal Tanks) 1/29/44-7/8/45
- 2-й батальон Стрелковой бригады (2nd battalion, Rifle Brigade) 4/16/41-4/30/41, 9/26/43-11/13/43, 12/19/43-5/20/44
- 1-й батальон Камеронского полка (1st battalion, Cameronians (Scottish Rifles)) 2/24/42-3/12/42
- 1-й батальон Уэстйоркширского полка (1st battalion, West Yorkshire) 3/12/42-5/12/42
- 14-й батальон Шервудского егерского полка (14th battalion, Sherwood Foresters) 1/9/43-6/4/43[3]

### 1989 год
- Штаб бригады и 207-й эскадрон связи Королевского орпуса связи, Зольтау, ФРГ)
- Королевский шотландский драгунский гвардейский полк (карабинеры и серые), Бад-Фаллингбостель (57 Челленджер 1, 8 FV101 Scorpion, 43 офицера, 510 нижних чинов)
- 2-й королевский танковый полк, (57 Челленджер 1, 8 FV101 Scorpion, 43 офицера, 510 нижних чинов)
- 1-й батальон Стаффордширского полка (принца Уэльского), Бад-Фаллингбостель (45 Уорриор, 38 FV432/434, 8 FV107 Scimitar, 4 FV103 Spartan w/MCT, 8 81-мм миномётов, & 24 ПТРК MILAN, 39 офицеров, 736 солдат и унтер-офицеров (во время военной напряжённости (TTW) добавляются 10 офицеров с 11 нижними чинами))[12]

### Война в Персидском заливе
- Королевский шотландский драгунский гвардейский полк (карабинеры и серые) (57 Челленджер 1)
- Её Величества королевский ирландский гусарский полк (57 Челленджер 1)
- 5 взводов 17-го/21-го уланского полка ((5) Troops 17th/21st Lancers) (Челленджер 1) (1 взвод придан КШДГП)
- Эскадрон А Её Величества драгунского гвардейского полка (A Squadron, Queen’s Dragoon Guards) (БРМ Scimitar) (войсковая разведка)
- 1-й батальон Стаффордширского полка (принца Уэльского) (45 БМП Уорриор)
- 40-й артиллерийский полк (M109) (придан 7-й бригаде)
- 21-й инженерный полк (21 Engineer Regiment)
- 207-й эскадрон связи (207 Signals Squadron)
- 1-я бронетанковая скорая помощь (1 Armoured Field Ambulance)
- 11-я артиллерийско-техническая рота (11 Ordnance Company)
- 3-я полевая ремонтная группа 7-й бронетанковой мастерской (3 Field Repair Group, 7 Armoured Workshop)
- Курьерская группа быстрого реагирования 1-го почтово-курьерского полка Почтово-курьерской службы Королевских инженеров (Rapid Response Courier Team, 1 Postal & Courier Regiment, Royal Engineers Postal & Courier Services) (2 БТР FV432 & мотоциклы Armstrong для безопасных отправлений)
- 1 взвод 203-й роты военной полиции ((1) Platoon, 203 Provost Company, Royal Military Police)[13]

### 2003 год
- Штаб бригады и эскадрон связи (7 Armoured Brigade Headquarters and Signal Squadron)
- Боевая группа 2-го королевского танкового полка (включая подразделения 1-го батальона Лёгкого пехотного полка) (42 Challenger 2, 28 Warriors) (2nd Royal Tank Regiment battlegroup, including elements of 1st Battalion The Light Infantry)
- Боевая группа Королевского шотландского драгунского гвардейского полка (42 Challenger 2, 28 Warrior) (Royal Scots Dragoon Guards (Carabiniers and Greys) battlegroup)
- Боевая группа Чёрной стражи (королевский хайлендский полк), включая подразделения Королевского шотландского драгунского гвардейского полка и 2-го королевского танкового полка (28 Challenger 2, 42 Warrior) (The Black Watch (Royal Highland Regiment) battlegroup, including elements of The Royal Scots Dragoon Guards and 2nd Royal Tank Regiment)
- Боевая группа 1-го батальона Королевского полка фузилёров, включая подразделения Её Величества королевского уланского полка (14 Challenger 2, 42 Warrior) (1st Battalion Royal Regiment of Fusiliers battlegroup, including elements of Queen’s Royal Lancers)
- 1-й батальон Ирландского гвардейского полка (1st Battalion Irish Guards)
- 32-й полк Королевских инженеров (с 25-м инженерным эскадроном приданным от 38-го инженерного полка) (32 (Armoured) Regiment Royal Engineers (with 25 Armoured Engineer Squadron attached from 38 Engineer Regiment))
- 3-й полк Королевской конной артиллерии (32 155-мм САУ AS-90) (3rd Regiment Royal Horse Artillery — 32 AS-90 155 mm howitzers)[14]

### 2007 год
- Штаб и 207-й эскадрон связи Королевского корпуса связи (207 Signal Squadron, Royal Corps of Signals)
- 2-й королевский танковый полк (2nd Royal Tank Regiment)
- Королевский шотландский драгунский гвардейский полк (Royal Scots Dragoon Guards)
- 1-й батальон Королевского полка фузилёров (1st Battalion, Royal Regiment of Fusiliers)
- 4-й батальон Королевского полка Шотландии (4th Battalion, Royal Regiment of Scotland)
- 3-й полк Королевской конной артиллерии (3rd Regiment, Royal Horse Artillery)
- 32-й инженерный полк Королевских инженеров (32 Engineer Regiment, Royal Engineers)
- 2-й полк логистической поддержки Королевского логистического корпуса (2 Logistic Support Regiment, RLC)
- 29-й медицинский эскадрон боевой поддержки Королевского армейского медицинского корпуса (29 (Armored) Combat Support Medical Squadron, Royal Army Medical Corps)
- 2-й батальон Корпуса королевских инженеров-электриков и механиков (2nd Battalion, Royal Electrical and Mechanical Engineers)
- 111-я рота военной полиции Королевской военной полиции (111 Provost Company, Royal Military Police)[15]